# Тростянка (Владимирский район)
Тростянка (укр. Тростянка) — село в Устилугской городской общине Владимирского района Волынской области Украины.
Население по переписи 2001 года составляет 174 человека. Почтовый индекс — 44762. Телефонный код — 3342. Занимает площадь 0,624 км².